# マルティン・リコ
マルティン・リコ・イ・オルテガ（Martín Rico y Ortega、1833年11月12日 – 1908年4月13日）は、スペインの画家である。風景画やヴェネツィアなどの都市の風景を描いた。

## 略歴
スペイン、マドリード州のエル・エスコリアルで生まれた。マドリードの王立サン・フェルナンド美術アカデミーで風景画家のヘナロ・ペレス・ビジャミルやフェデリコ・デ・マドラーソに学んだ。1860年に政府の奨学金を得て、パリに留学した。パリでは「バルビゾン派」の画家特に、シャルル＝フランソワ・ドービニーの影響を受け写実主義のスタイルの風景画を描いた。パリを拠点にブルターニュ、スイス、イギリスを旅し、風景画を描いた。1864年から、パリのサロンで定期的に作品を出展し何度か入賞した。スペインの雑誌「 La Ilustración Española y Americana」の仕事もしていた。1870年に普仏戦争が始まった後、スペインに帰国した。
スペインではグラナダでロマン主義の画家、マリアノ・フォルトゥーニやフォルトゥーニの義弟のリカルド・デ・マドラーソらと活動した。
1872年に再びパリに移り、1873年からフォルトゥーニとナポリ、ローマ、ヴェローナなどを何度も旅するようになった。特にヴェネツィアの風景を気に入り、亡くなるまで毎年夏は、ヴェネツィアに滞在するようになった。ヴェネツィアの風景はエドゥアール・マネ、クロード・モネ、ジョン・シンガー・サージェント、ピエール・ルノワール、フェデリコ・デル・カンポといった画家たちを魅了していて、マルティン・リコも運河沿いの都市の景観を描いた。特にペルー出身の画家、フェデリコ・デル・カンポとは親しい友人であった。
1866年、1878年、1889年のパリ万国博覧会の展覧会に出展して入賞し、1878年にレジオンドヌール勲章（シュヴァリエ）を受勲した。
ヴェネツィアで没した。

## 作品

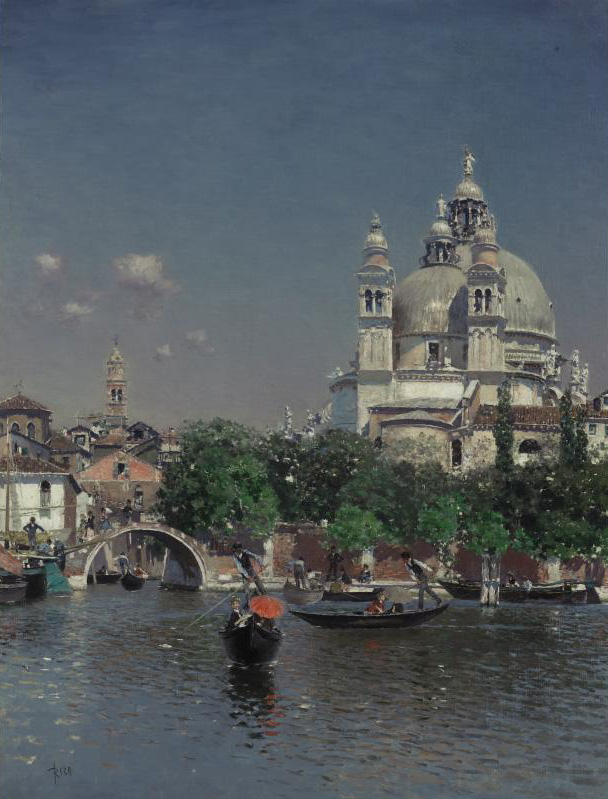
ヴェネツィアの風景
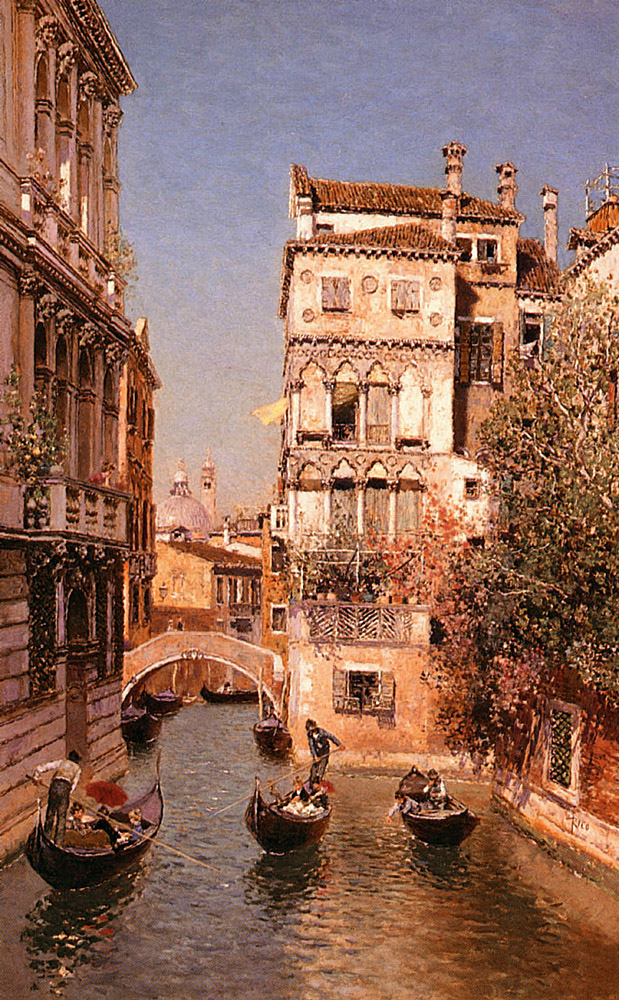
ヴェネツィアの運河
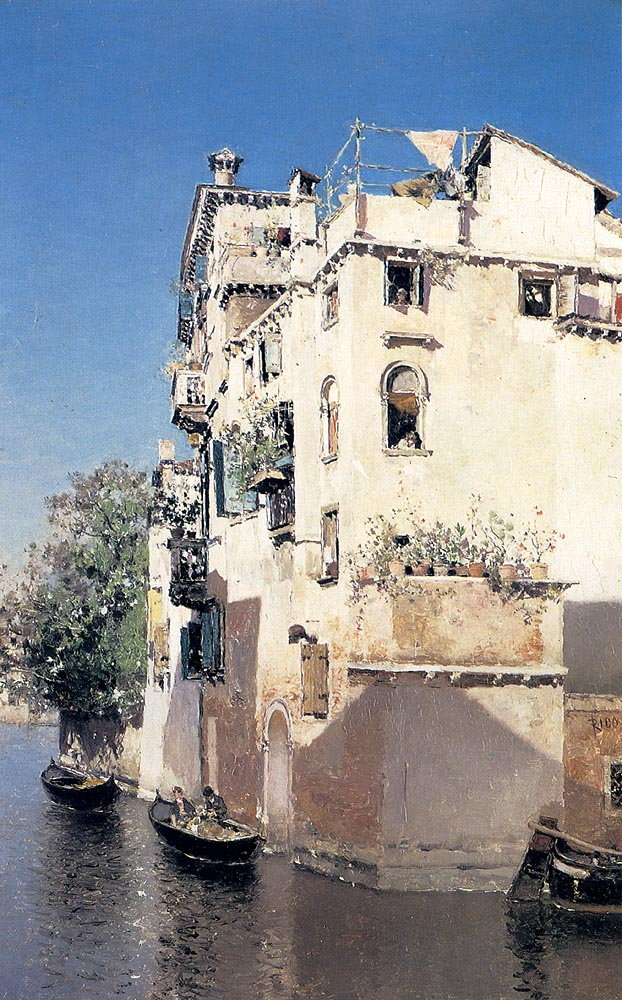
ヴェネツィアの運河
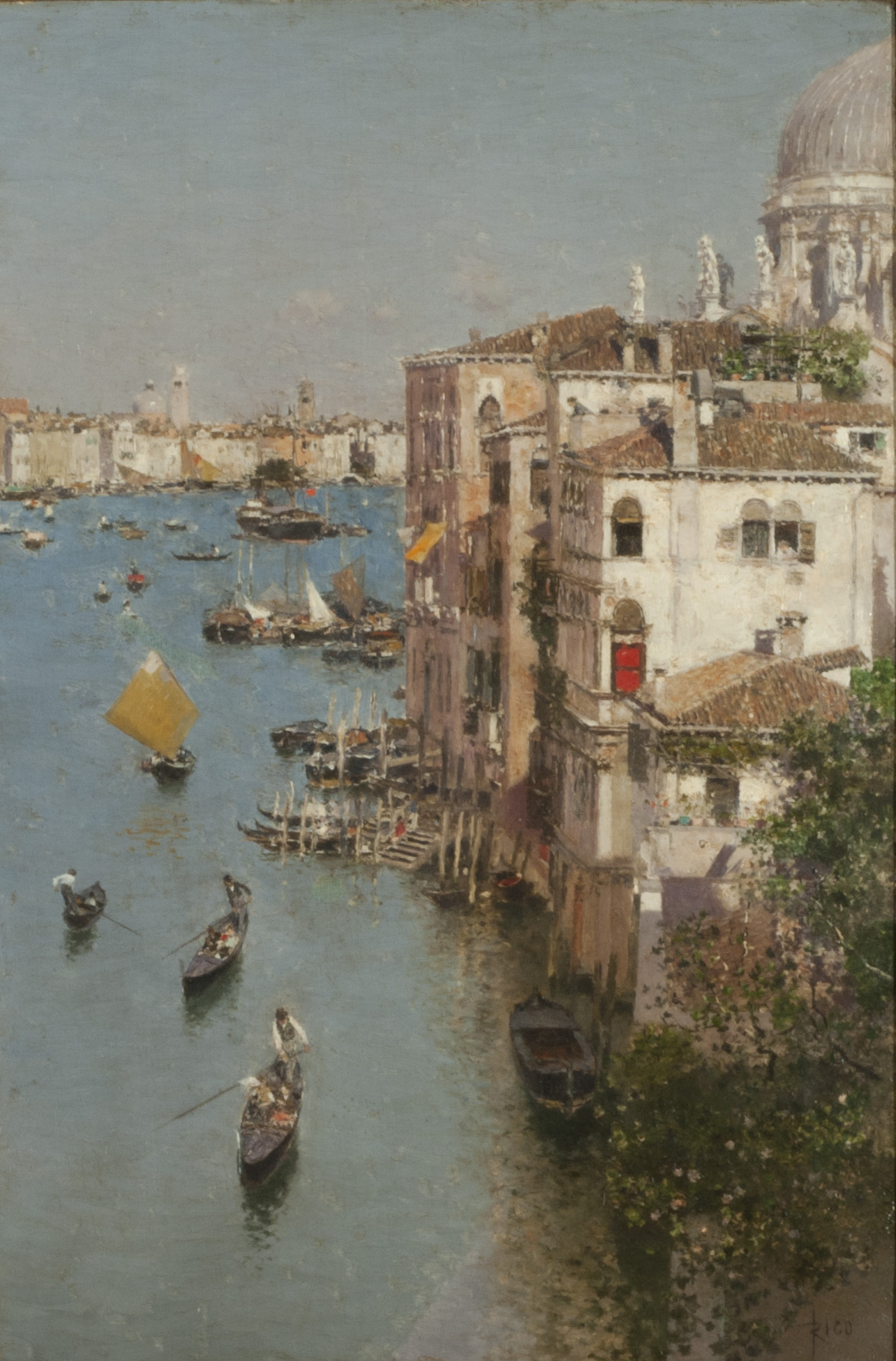